# Saison 1997 de l'équipe cycliste Casino-C'est votre équipe
La saison 1997 de l'équipe cycliste Casino-C'est votre équipe est la sixième de cette équipe, lancée en 1992 et dirigée par Vincent Lavenu.

## Coureurs et encadrement technique

### Effectif
L'équipe est composée de 20 coureurs et 3 stagiaires,,.
| Cycliste             | Date de naissance  | Nationalité | Équipe 1996                             |
| -------------------- | ------------------ | ----------- | --------------------------------------- |
| Christophe Agnolutto | 6 décembre 1969    | France      | Petit Casino, c'est votre équipe        |
| Lauri Aus            | 4 novembre 1970    | Estonie     | Mutuelle de Seine-et-Marne              |
| Stéphane Barthe      | 5 décembre 1975    | France      | Petit Casino, c'est votre équipe        |
| Frédéric Bessy       | 9 janvier 1972     | France      | Petit Casino, c'est votre équipe        |
| Philippe Bordenave   | 4 mars 1969        | France      | Petit Casino, c'est votre équipe        |
| Dominique Bozzi      | 3 juillet 1971     | France      | Force Sud                               |
| Vincent Cali         | 22 avril 1970      | France      | CC Etupes (équipe amateur)              |
| Pascal Chanteur      | 9 février 1968     | France      | Petit Casino, c'est votre équipe        |
| Jacky Durand         | 10 février 1967    | France      | Agrigel-La Creuse-Fenioux               |
| Alberto Elli         | 9 mars 1964        | Italie      | MG-Technogym                            |
| Fabrice Gougot       | 31 août 1971       | France      | Petit Casino, c'est votre équipe        |
| Rolf Jaermann        | 31 janvier 1966    | Suisse      | MG-Technogym                            |
| Arturas Kasputis     | 26 février 1967    | Lituanie    | Petit Casino, c'est votre équipe        |
| Jaan Kirsipuu        | 17 juillet 1969    | Estonie     | Petit Casino, c'est votre équipe        |
| David Lefèvre        | 9 avril 1972       | France      | VC Saint Quentin (équipe amateur)       |
| Rodolfo Massi        | 17 septembre 1965  | Italie      | Refin-Mobilvetta                        |
| Frédéric Pontier     | 1er septembre 1970 | France      | Aubervilliers 93-Peugeot                |
| Pascal Richard       | 16 mars 1964       | Suisse      | MG-Technogym                            |
| Marco Saligari       | 18 mai 1965        | Italie      | MG-Technogym                            |
| Marc Streel          | 12 août 1971       | Belgique    | Tönissteiner-Saxon-Colnago              |
| Stagiaire            | Date de naissance  | Nationalité | Équipe 1997                             |
| Christophe Oriol     | 28 février 1973    | France      | CC Etupes (équipe amateur)              |
| Franck Ramel         | 5 octobre 1969     | France      | EC Saint-Etienne-Loire (équipe amateur) |
| Alexandre Vinokourov | 16 septembre 1973  | Kazakhstan  | EC Saint-Etienne-Loire (équipe amateur) |

### Encadrement
L'équipe est dirigée par Vincent Lavenu, Laurent Biondi et Gilles Mas .

## Bilan de la saison

### Victoires
L'équipe remporte 25 victoires ,,.
| Date       | Course                               | Pays       | Classe | Vainqueur            |
| ---------- | ------------------------------------ | ---------- | ------ | -------------------- |
| 22/02/1997 | Tour du Haut Var                     | France     | 1.2    | Rodolfo Massi        |
| 28/02/1997 | 4e étape Tour de Valence             | Espagne    | 2.3    | Rodolfo Massi        |
| 12/03/1997 | 4e étape Paris-Nice                  | France     | 2.1    | Pascal Chanteur      |
| 23/03/1997 | Cholet-Pays de Loire                 | France     | 1.2    | Jaan Kirsipuu        |
| 29/03/1997 | 1re étape du Critérium International | France     | 2.2    | Stéphane Barthe      |
| 27/04/1997 | Vendée International Classic         | France     | 1.3    | Jaan Kirsipuu        |
| 18/05/1997 | Paris-Mantes                         | France     | 1.5    | Jaan Kirsipuu        |
| 24/05/1997 | A Travers le Morbihan                | France     | 1.4    | Christophe Agnolutto |
| 01/06/1997 | GP du Midi Libre                     | France     | 2.1    | Alberto Elli         |
| 15/06/1997 | 5e étape Tour du Luxembourg          | Luxembourg | 2.2    | Jaan Kirsipuu        |
| 19/06/1997 | 3e étape du Tour de Suisse           | Suisse     | 2.1    | Christophe Agnolutto |
| 26/06/1997 | Tour de Suisse                       | Suisse     | 2.1    | Christophe Agnolutto |
| 29/06/1997 | Championnat de France                | France     | CN     | Stéphane Barthe      |
| 13/07/1997 | GP Fréquence Nord-Pas de Calais      | France     | 1.5    | Stéphane Barthe      |
| 15/08/1997 | 3e étape Tour de l'Ain               | France     | 2.5    | Philippe Bordenave   |
| 21/08/1997 | 3e étape Tour du Limousin            | France     | 2.4    | Lauri Aus            |
| 22/08/1997 | Tour du Limousin                     | France     | 2.4    | Lauri Aus            |
| 25/08/1997 | 1re étape Tour du Poitou-Charentes   | France     | 2.4    | Jaan Kirsipuu        |
| 26/08/1997 | 2e étape Tour du Poitou-Charentes    | France     | 2.4    | Jaan Kirsipuu        |
| 27/08/1997 | 3e étape Tour du Poitou-Charentes    | France     | 2.4    | Frédéric Pontier     |
| 31/08/1997 | Championnat de Belgique Clm          | Belgique   | CN     | Marc Streel          |
| 08/09/1997 | 2e étape Tour de Pologne             | Pologne    | 2.5    | Jaan Kirsipuu        |
| 09/09/1997 | 3e étape Tour de Pologne             | Pologne    | 2.5    | Jaan Kirsipuu        |
| 14/09/1997 | Tour de Pologne                      | Pologne    | 2.5    | Rolf Jaermann        |
| 30/09/1997 | 1re étape Tour des Pouilles          | Italie     | 2.3    | Jaan Kirsipuu        |